# Elisabetta Francesca d'Asburgo-Lorena (principessa di Toscana)
Elisabetta Francesca Maria Carolina Ignazia d'Asburgo-Lorena (Vienna, 27 gennaio 1892 – Syrgenstein, 29 gennaio 1930) fu un membro della famiglia imperiale austriaca, nata arciduchessa di Austria e principessa di Toscana.

## Biografia
Elisabetta Francesca, detta Ella, era figlia dell'arciduca Francesco Salvatore, figlio dell'Arciduca Carlo Salvatore d'Austria e di Maria Immacolata di Borbone-Due Sicilie, e dell'arciduchessa Maria Valeria, figlia minore dell'imperatore Francesco Giuseppe e di Elisabetta di Baviera. La sua madrina di battesimo fu la stessa imperatrice Elisabetta. Dal 1904 frequentò la Scuola scozzese di Vienna. Nel gennaio 1911, Ella prese parte al suo primo ballo di corte.

## Matrimonio

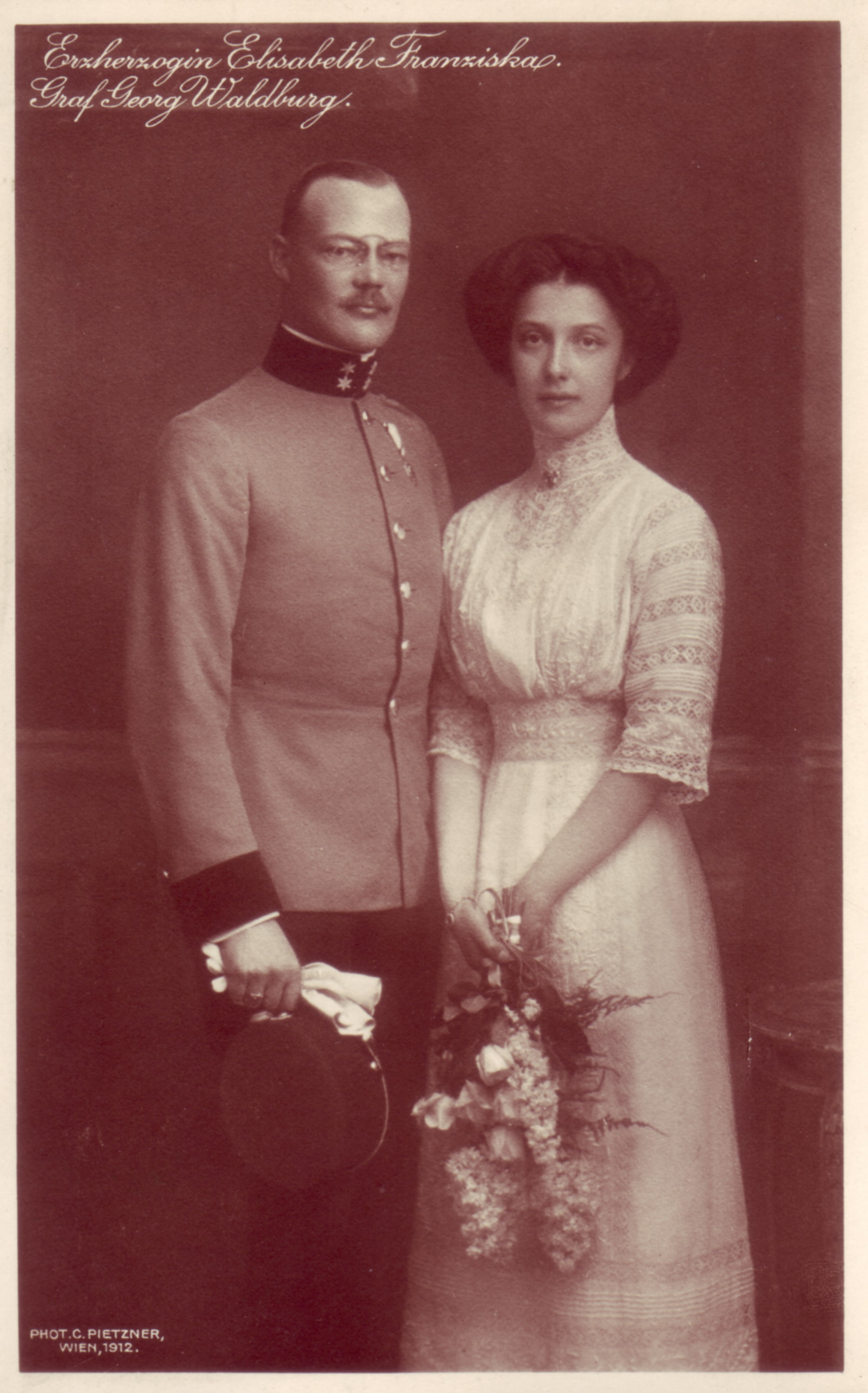
Elisabetta Francesca con il marito

Elisabetta Francesca si fidanzò, l'8 aprile 1912, con il conte Georg von Waldburg Zeil e Hohenems (1878-1955), che sposò il 19 settembre 1912 a Niederwallsee. Fu un matrimonio d'amore e non politico. Georg non possedeva soldi o proprietà ed era stato assunto come precettore per i suoi fratelli.
Da questa unione nacquero quattro figli:
- Maria Valeria Waldburg-Zeil (1913-2011);
- Clementina Waldburg-Zeil (1914-1941);
- Elisabetta Waldburg-Zeil (1917-1979);
- Francesco Giuseppe Waldburg-Zeil (1927-2022).

## Morte
Elisabetta Francesca morì il 29 gennaio 1930, tre anni dopo la nascita del suo ultimo figlio, all'età di trentotto anni, nel castello Syrgenstein. Suo marito, nel 1931, si risposò con la sorella minore di Elisabetta Francesca, Gertrude.

## Ascendenza
|                                            |                                      |                                          | Genitori                                      |  |  | Nonni |  |  | Bisnonni                  |  |  | Trisnonni                     |  |
|                                            |                                      |                                          |                                               |  |  |       |  |  | 8. Leopoldo II di Toscana |  |  | 16. Ferdinando III di Toscana |  |
|                                            |                                      |                                          |                                               |  |  |       |  |  | 8. Leopoldo II di Toscana |  |  | 16. Ferdinando III di Toscana |  |
|                                            |                                      | 17. Luisa Maria Amalia di Borbone-Napoli |                                               |  |  |       |  |  | 8. Leopoldo II di Toscana |  |  |                               |  |
| 4. Carlo Salvatore d'Asburgo-Lorena        |                                      |                                          |                                               |  |  |       |  |  | 8. Leopoldo II di Toscana |  |  |                               |  |
|                                            |                                      | 9. Maria Antonia di Borbone-Due Sicilie  | 18. Francesco I delle Due Sicilie             |  |  |       |  |  |                           |  |  |                               |  |
|                                            |                                      | 9. Maria Antonia di Borbone-Due Sicilie  | 18. Francesco I delle Due Sicilie             |  |  |       |  |  |                           |  |  |                               |  |
|                                            |                                      | 9. Maria Antonia di Borbone-Due Sicilie  | 19. Maria Isabella di Borbone-Spagna          |  |  |       |  |  |                           |  |  |                               |  |
| 2. Francesco Salvatore d'Asburgo-Lorena    |                                      | 9. Maria Antonia di Borbone-Due Sicilie  |                                               |  |  |       |  |  |                           |  |  |                               |  |
|                                            |                                      | 10. Ferdinando II delle Due Sicilie      | 20. Francesco I delle Due Sicilie (= 18)      |  |  |       |  |  |                           |  |  |                               |  |
|                                            |                                      | 10. Ferdinando II delle Due Sicilie      | 20. Francesco I delle Due Sicilie (= 18)      |  |  |       |  |  |                           |  |  |                               |  |
|                                            |                                      | 10. Ferdinando II delle Due Sicilie      | 21. Maria Isabella di Borbone-Spagna (= 19)   |  |  |       |  |  |                           |  |  |                               |  |
| 5. Maria Immacolata di Borbone-Due Sicilie |                                      | 10. Ferdinando II delle Due Sicilie      |                                               |  |  |       |  |  |                           |  |  |                               |  |
|                                            |                                      | 11. Maria Teresa d'Asburgo-Teschen       | 22. Carlo d'Asburgo-Teschen                   |  |  |       |  |  |                           |  |  |                               |  |
|                                            |                                      | 11. Maria Teresa d'Asburgo-Teschen       | 22. Carlo d'Asburgo-Teschen                   |  |  |       |  |  |                           |  |  |                               |  |
|                                            |                                      | 11. Maria Teresa d'Asburgo-Teschen       | 23. Enrichetta di Nassau-Weilburg             |  |  |       |  |  |                           |  |  |                               |  |
| 1. Elisabetta Francesca d'Asburgo-Lorena   |                                      | 11. Maria Teresa d'Asburgo-Teschen       |                                               |  |  |       |  |  |                           |  |  |                               |  |
|                                            | 12. Francesco Carlo d'Asburgo-Lorena | 24. Francesco II d'Asburgo-Lorena        |                                               |  |  |       |  |  |                           |  |  |                               |  |
|                                            | 12. Francesco Carlo d'Asburgo-Lorena | 24. Francesco II d'Asburgo-Lorena        |                                               |  |  |       |  |  |                           |  |  |                               |  |
|                                            | 12. Francesco Carlo d'Asburgo-Lorena | 25. Maria Teresa di Borbone-Due Sicilie  |                                               |  |  |       |  |  |                           |  |  |                               |  |
| 6. Francesco Giuseppe I d'Austria          | 12. Francesco Carlo d'Asburgo-Lorena |                                          |                                               |  |  |       |  |  |                           |  |  |                               |  |
|                                            |                                      | 13. Sofia di Baviera                     | 26. Massimiliano I Giuseppe di Baviera        |  |  |       |  |  |                           |  |  |                               |  |
|                                            |                                      | 13. Sofia di Baviera                     | 26. Massimiliano I Giuseppe di Baviera        |  |  |       |  |  |                           |  |  |                               |  |
|                                            |                                      | 13. Sofia di Baviera                     | 27. Carolina di Baden                         |  |  |       |  |  |                           |  |  |                               |  |
| 3. Maria Valeria d'Asburgo-Lorena          |                                      | 13. Sofia di Baviera                     |                                               |  |  |       |  |  |                           |  |  |                               |  |
|                                            |                                      | 14. Massimiliano Giuseppe in Baviera     | 28. Pio Augusto in Baviera                    |  |  |       |  |  |                           |  |  |                               |  |
|                                            |                                      | 14. Massimiliano Giuseppe in Baviera     | 28. Pio Augusto in Baviera                    |  |  |       |  |  |                           |  |  |                               |  |
|                                            |                                      | 14. Massimiliano Giuseppe in Baviera     | 29. Amalia Luisa di Arenberg                  |  |  |       |  |  |                           |  |  |                               |  |
| 7. Elisabetta di Baviera                   |                                      | 14. Massimiliano Giuseppe in Baviera     |                                               |  |  |       |  |  |                           |  |  |                               |  |
|                                            |                                      | 15. Ludovica di Baviera                  | 30. Massimiliano I Giuseppe di Baviera (= 26) |  |  |       |  |  |                           |  |  |                               |  |
|                                            |                                      | 15. Ludovica di Baviera                  | 30. Massimiliano I Giuseppe di Baviera (= 26) |  |  |       |  |  |                           |  |  |                               |  |
|                                            |                                      | 15. Ludovica di Baviera                  | 31. Carolina di Baden (= 27)                  |  |  |       |  |  |                           |  |  |                               |  |
|                                            |                                      | 15. Ludovica di Baviera                  |                                               |  |  |       |  |  |                           |  |  |                               |  |